# 金瓊淑
涅丽·弗拉基米罗芙娜·金（1957年7月29日—），朝鲜名金琼淑（：／ Gim Gyeongsuk），已退役前苏联体操运动员。金曾经在1976年蒙特利尔奥运会和1980年莫斯科奥运会上共获得五枚金牌和一枚银牌。她也是体操史上第一个获得体操满分的女运动员。

## 早年生活
涅丽·金出生在苏联的塔吉克斯坦。父親是庫頁島朝鮮人，母親是韃靼人。

## 備注
1. ↑  俄語羅馬化：Nelli Vladimirovna Kim